# ماساتوشی میزوتانی
ماساتوشی میزوتانی (انگلیسی: Masatoshi Mizutani؛ زادهٔ ۷ ژوئیهٔ ۱۹۸۷) بازیکن فوتبال اهل ژاپن است.